# Majma
Majma in russo Майма? è una località della Repubblica Autonoma dell'Altaj, in Russia, capoluogo del rajon Majminskij.
La cittadina sorge sulle rive del fiume Katun', affluente dell'Ob'.